# Confession (album)
Confession is het tweede album van de Zuid-Amerikaanse nu-metalband Ill Niño. Dit album is een heel stuk rustiger dan hun eerste album, Revolution, Revoluciòn. Het brak door met How Can I Live en This Time's For Real. Two (Vaya Con Dios) gaat over de twee bandleden die zijn vertrokken.

## Tracklist
1. Te Amo... I Hate You
2. How Can I Live
3. Two (Vaya Con Dios)
4. Unframed
5. Cleansing
6. This Time's For Real
7. Lifeles... Life...
8. Numb
9. Have You Ever Felt (met Max Illidge ) ( 40 Below Summer )
10. When It Cuts
11. Letting Go
12. All The Right Words
13. Re-Birth
14. How Can I Live (Spanish Version)

### Bonustracks (Franse versie)
16. I'll Find A Way 

17. Someone Or Something